# 月村敏行
月村 敏行（つきむら としゆき、本名：川瀬孝、1935年〈昭和10年〉9月7日 - 2022年〈令和4年〉1月23日）は、日本の文芸評論家。思想評論家。

## 人物
埼玉県に生まれる。1961年（昭和36年）、京都大学文学部国文科中退。
1963年（昭和38年）、「中野重治論序説」で第6回群像新人文学賞評論部門を受賞。
埴谷雄高、吉本隆明、江藤淳の影響を受けた独自の思想評論を展開する。現代詩についての造詣も深い。
2022年（令和4年）1月23日、心不全のため死去。86歳没。

## 著作
- 『批評の原理』（国文社、1974年）
- 『幻視の鏡』（国文社、1976年）
- 『江藤淳論―感受性の命運』（而立書房、1977年）
- 『埴谷雄高論』（講談社、1978年）
- 『詩と批評』（芹沢出版、1978年）